# ギラ・ブスタボ
ギラ・ブスタボ（Guila Bustabo, 1916年 2月25日 - 2002年 4月27日）は、アメリカのヴァイオリニスト。
マニトワックの生まれ。2歳からヴァイオリンを堪能にする両親の手ほどきでヴァイオリンを始める。3歳の時に一家でシカゴに移住し、4歳の時にフレデリック・ストックの指揮するシカゴ交響楽団のメンバーと共演。その翌年にシカゴ音楽大学のレイ・ハンチントンから基礎教育を受け、5歳の頃には、ウジェーヌ・イザイ門下のレオン・ザメティーニにヴァイオリンを教わっている。
9歳で天才少女としてシカゴ交響楽団やフィラデルフィア管弦楽団、ナショナル・オーケストラ協会等に客演し、ジュリアード音楽院のルイス・パーシンガーの下で研鑽を積んだ。
1934年にアジア・ヨーロッパでの演奏旅行に出かけ、パリでジョルジェ・エネスク、ブダペストでイェネー・フバイの指導を受けた。また、フルトヴェングラー、A.コーツ、アーベントロート、カバスタ、E.ドホナーニ、メンゲルベルクといった指揮者たちと共演して、ヨーロッパでの声望を恣にした。しかし、第二次世界大戦中にヨーロッパに残ってナチスの息のかかったコンサートに出演していたため、1944年のパリ滞在中にジョージ・パットンによって演奏履歴を調べられ、ナチスへの協力の嫌疑がかけられて一時的に拘束されることとなった。このことが影響して、1948年にルドルフ・ガンツの指揮するニューヨーク・フィルハーモニック交響楽団の演奏会に出演して以降は、アメリカの音楽界から事実上の締め出しを食らい、1970年に帰国するまでヨーロッパでの活動を余儀なくされた。1964年にインスブルック音楽院の教授になったが双極性障害を発症し、1970年に職を辞して帰国。帰国後はアラバマ交響楽団に団員として雇われたが、1975年に肩を故障して退団している。
バーミンハムにて没。